# Martha Tabram
Martha Tabram, nacida White (10 de mayo de 1849-7 de agosto de 1888), fue supuestamente una de las víctimas de los asesinatos de Whitechapel. Tabram pudo haber sido la primera víctima del famoso asesino en serie no identificado Jack el Destripador, quien se cree mató y mutiló al menos a cinco mujeres en el área de Whitechapel, en Londres, desde finales de agosto hasta principios de noviembre de 1888. Pese a no haber sido nombrada una de las «víctimas canónicas» del Destripador por los historiadores, sí se la considera una de las candidatas más probables.

## Vida y antecedentes
Tabram nació el 10 de mayo de 1849 en Southwark, Londres, hija del almacenero Charles Samuel White y su esposa Elisabeth Dowsett. Martha tenía cuatro hermanos mayores: Henry, Stephen, Esther y Mary Ann. En mayo de 1865 sus padres se separaron, muriendo Charles repentinamente seis meses después. Posteriormente, Martha se fue a vivir con Henry Samuel Tabram, capataz en un almacén de muebles, con quien contrajo matrimonio el 25 de diciembre de 1869. En 1871 la pareja se trasladó a una casa próxima al hogar en el que Tabram había pasado su infancia. El matrimonio tuvo dos hijos: Frederick John (nacido en febrero de 1871) y Charles Henry (nacido en diciembre de 1872).
Martha y Henry tuvieron problemas debido al alcoholismo de ella, el cual era lo suficientemente severo como para provocarle convulsiones, siendo abandonada por su esposo en 1875. Durante aproximadamente tres años, Henry le pagó una pensión de doce chelines semanales, la cual se redujo a dos chelines y seis peniques debido a que Martha lo acosaba en la calle exigiéndole dinero, llegando a denunciarlo y a provocar que lo encerrasen. Tras descubrir que Martha estaba viviendo con otro hombre, Henry se negó a seguir manteniéndola.
Tabram vivió esporádicamente con el carpintero Henry Turner desde 1876 hasta tres semanas antes de su muerte. Esta relación se vio enturbiada también por el alcoholismo de Martha, quien en ocasiones pasaba noches enteras fuera de casa, excusándose ante Henry mediante la alegación de que había sido detenida tras sufrir ataques de histeria, algunos de los cuales habían sucedido en presencia de Turner, quien lo achacaba al excesivo consumo de alcohol de Martha. Tanto ella como sus hijos fueron registrados en 1881 como internos nocturnos en el asilo Whitechapel Union, en Thomas Street. Para 1888, Turner no contaba con un empleo estable, por lo que la pareja obtenía ingresos mediante la venta en plena calle de baratijas y otros artículos, como agujas y alfileres, residiendo alrededor de cuatro meses en la casa propiedad de Mary Bousfield en el n.º 4 de Star Place, en Star Street, (Commercial Road, Whitechapel). Aproximadamente a principios de julio, la pareja se fue de allí repentinamente dejando el alquiler sin pagar, separándose a mediados de mes y mudándose Tabram a un albergue, Satchell's Lodging House, situado en el n.º 19 de George Street, en Spitalfields, si bien una noche, por motivos desconocidos, Martha regresó en secreto a la casa de Bousfield y dejó la llave del alojamiento sin ver a la casera.
Al momento de la muerte de Martha, Turner residía en la Victoria Working Men's Home, en Commercial Street. Martha trató de obtener ingresos en este periodo vendiendo baratijas pero también ejerciendo la prostitución. Ciertos autores, como Tom Cullen, han definido a Tabram como una «prostituta de soldados», destacando Cullen que Martha «difería de las prostitutas cuyas muertes se achacan a Jack el Destripador en un aspecto: era una "mujer de soldados". Si las rameras de Whitechapel constituían una clase especial, las "mujeres de soldados" eran una subclase, caracterizada por su lealtad a los servidores de Su Majestad. La Tabram efectuaba rondas regulares, bajando por los muelles donde buscaba soldados de guardia en la Torre de Londres».
Lo más probable es que Martha gastase todos los ingresos que obtenía en bebida. Al respecto, Turner dijo en una ocasión: «Si le daba dinero generalmente lo gastaba en bebida. De hecho siempre estaba bebiendo. Cuando bebía, no obstante, la dejaba con sus propios recursos, y no puedo responder por su conducta entonces». Turner vio a Martha por última vez el 4 de agosto en Leadenhall Street, dándole un chelín y seis peniques para que comprase baratijas y poder sacar algo más de dinero con su venta.

## Últimas horas y muerte

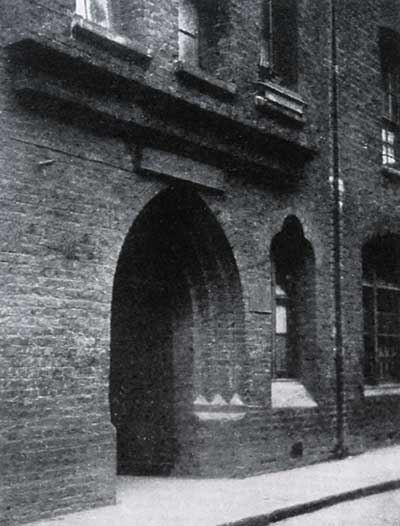
Entrada a George Yard Buildings, donde Martha Tabram fue asesinada; fotografía de la década de 1890.

La noche del 6 de agosto de 1888, Tabram se encontraba bebiendo con otra prostituta ocasional, Mary Ann Connelly, conocida como «Pearly Poll», y con dos soldados en  la taberna Angel and Crown, situado cerca de unos edificios conocidos como George Yard Buildings. Los cuatro abandonaron el lugar y se separaron hacia las 23:45 horas, yéndose cada mujer con su cliente. Martha y su acompañante se dirigieron a George Yard, un callejón estrecho que conectaba Wentworth Street y Whitechapel High Street, accediendo desde esta última calle a través de un arco ubicado junto a The White Hart Inn. Los George Yard Buildings se encontraban en el lado este del callejón, cerca del extremo norte de la parte trasera de Toynbee Hall, constituyendo la sede de una antigua fábrica de tejidos convertida en viviendas. Por su parte, Pearly Poll y su cliente se dirigieron al callejón paralelo, conocido como Angel Alley (Callejón del ángel).
En las primeras horas de la madrugada del 7 de agosto, la señora Hewitt, residente en los edificios, se despertó al oír varias veces gritar a alguien «¡asesinato!», pero debido a que la violencia doméstica y los gritos eran comunes en la zona, no prestó atención y volvió a dormirse. A la 1:50 horas, otros dos residentes, el matrimonio formado por Joseph y Elizabeth Mahoney, regresaron a los edificios, no viendo a nadie en las escaleras. A las 2:00 horas, el oficial Thomas Barrett, quien patrullaba por la zona, interrogó a un granadero que merodeaba por Wentworth Street, en el extremo norte de George Yard, quien replicó que estaba esperando a un amigo. A las 3:30 horas, el residente Albert George Crow regresó a casa tras terminar su trabajo nocturno como taxista, viendo el cuerpo de Tabram tumbado en un rellano sobre el primer tramo de escaleras. La iluminación era tan escasa que Crow pensó que se trataba de una vagabunda que estaba durmiendo, no siendo hasta las 4:45 horas que un residente, John Saunders Reeves, quien trabajaba en el muelle, se dio cuenta de que se trataba de una mujer muerta mientras bajaba las escaleras rumbo a su trabajo como estibador.
Reeves fue en busca del oficial Barrett, quien a su vez acudió en busca del doctor Timothy Robert Killeen para que examinase el cadáver. Killeen, quien llegó alrededor de las 5:30 horas, estimó que Martha había muerto hacía aproximadamente tres horas. El asesino le había asestado treinta y nueve puñaladas en el cuerpo y en el cuello, incluyendo nueve incisiones en la garganta, cinco en el pulmón izquierdo, dos en el pulmón derecho, una en el corazón, cinco en el hígado, dos en el bazo y seis en el estómago, hiriéndola también en los pechos, la parte baja del abdomen y la zona genital. Según Killeen, todas las heridas excepto una habían sido infligidas por un atacante diestro, y nuevamente todas menos una parecían haber sido el resultado de un «cuchillo común». Una herida presente en el esternón parecía haber sido infligida por una daga o una bayoneta, lo que condujo a la policía a sospechar que el autor era marinero. Tabram, quien tenía los dedos fuertemente apretados, estaba tumbada de espaldas y su ropa remangada hasta la cintura, dejando expuesta su mitad inferior, lo que indicaba que el cuerpo descansaba en una postura sexual. Killeen, no obstante, no pudo proporcionar evidencia de relación sexual alguna. Según el testimonio de los residentes y de Killeen, Martha había sido asesinada entre las 2:00 y las 3:30 horas, no habiéndose oído ni visto nada en ese lapso de tiempo.

## Investigación
El inspector local de la Policía Metropolitana Edmund Reid, de la División H de Whitechapel, estuvo a cargo de la investigación, disponiendo que Barrett visitase la Torre de Londres el 7 de agosto con la esperanza de que identificase al hombre que había visto merodeando por las calles, si bien no pudo reconocerlo. El 8 de agosto se llevó a cabo un desfile de todos los soldados que habían tenido permiso la noche del crimen, señalando Barrett en esta ocasión a un hombre. Al solicitársele que reconsiderase su elección, Barrett señaló a otro hombre, permitiéndose marchar al primero. Barrett explicó su cambio de elección argumentando que el hombre que había visto en George Yard no tenía medallas, mientras que el primer hombre seleccionado sí tenía. El segundo hombre elegido por Barrett, John Leary, afirmó que la noche del crimen había estado bebiendo en Brixton con Law, un compañero. Según su declaración, Leary había salido a dar una vuelta antes de encontrarse con él en The Strand hacia las 4:30 horas, bebiendo posteriormente en Billingsgate antes de regresar a la Torre. Law fue interrogado por separado, correspondiéndose su versión con la de Leary. Debido al peso de sus testimonios y a causa de la identificación incierta de Barrett, Leary y Law fueron descartados como sospechosos en la investigación. Otro soldado de la Torre, el cabo Benjamin, quien estuvo ausente sin permiso, fue también descartado como sospechoso tras descubrirse que había estado visitando a su padre en Kingston upon Thames.
Pearly Poll tampoco fue cooperativa con la policía, ocultándose inicialmente con un familiar cerca de Drury Lane y no presentándose hasta el 9 de agosto. Pearly Poll faltó a un desfile programado para el 10 de agosto en la Torre, si bien asistió a otro programado para el día 13, fracasando en su intento por reconocer a los dos clientes de la noche del crimen. La mujer, quien residía en el albergue de Crossingham, en Dorset Street, estaba tan asustada que en más de una ocasión el juez de guardia tuvo que amonestarla requiriéndole que hablase en voz alta, debiendo finalmente el alguacil del juzgado repetir su declaración. Pearly Poll afirmó que los dos hombres con los que estuvieron Tabram y ella portaban bandas de color blanco. Debido a que estas bandas solo las podía lucir la Guardia Coldstream y no la Guardia Grenadier, Pearly Poll fue conducida a otro desfile realizado en Wellington Barracks el 15 de agosto, donde señaló a dos soldados, si bien ambos contaban con coartadas sólidas. Uno de ellos estuvo en casa con su esposa la noche del crimen, mientras que el otro había regresado a las barracas hacia la 1:30 horas.
Al momento de su muerte, Tabram llevaba un gorro negro, una chaqueta larga del mismo color, una falda verde oscuro, enaguas y calcetines marrones y botas desgastadas, siendo su cuerpo formalmente identificado el 14 de agosto por su esposo y concluyendo la investigación por orden del juez de South East Middlesex George Collier el día 23 en el Working Lad's Institute, en Whitechapel Road, con un veredicto de asesinato por persona o personas desconocidas, no llegando nunca nadie a ser arrestado por el asesinato de Tabram.

## Jack el Destripador
La prensa contemporánea relacionó a principios de septiembre el crimen de Tabram con los de Emma Elizabeth Smith, ocurrido el 3 de abril, y Mary Ann Nichols, acaecido el 31 de agosto, pese a que antes de morir, Smith había informado a la policía de que había sido atacada por una banda. Los asesinatos de Annie Chapman el 8 de septiembre, Elizabeth Stride y Catherine Eddowes el 30 de septiembre, y Mary Jane Kelly el 9 de noviembre, fueron ligados igualmente al crimen de Tabram. Las cinco últimas muertes son comúnmente denominadas las cinco «víctimas canónicas» de Jack el Destripador. Todas ellas eran prostitutas y habían sido asesinadas con un arma blanca en el distrito de Whitechapel, siendo los asesinatos generalmente perpetrados en las primeras horas de la madrugada en un lugar de acceso público y próximo o en un fin de semana o día festivo. El crimen de Tabram tuvo lugar en las primeras horas del 7 de agosto, habiendo sido el día anterior el bank holiday.
La policía no relacionó la muerte de Martha con la de Smith aunque sí con los cinco crímenes posteriores. En una entrevista publicada en la Pall Mall Gazette el 24 de marzo de 1903, el inspector Frederick Abberline se refirió a la muerte de Tabram como «George-yard, Whitechapel-road, donde el primer asesinato fue cometido». Por su parte, Walter Dew escribió en sus memorias: «No puede haber duda de que el asesinato del Bank Holiday de agosto fue obra del Destripador». Del mismo modo, el oficial Robert Anderson afirmó en sus memorias que el segundo crimen había ocurrido el 31 de agosto. Estudiosos posteriores del caso han llegado a la conclusión de que Martha debe ser excluida de la lista de víctimas del Destripador debido a que su garganta no había sido cortada del mismo modo que las demás mujeres además de que no se había producido tampoco evisceración. Este punto de vista ya había sido propuesto por el investigador Sir Melville Macnaghten, quien afirmó que Tabram había sido asesinada por un soldado o soldados sin identificar en un memorando en 1894. Sumado a lo anterior, el doctor Killeen creía firmemente que en el caso de Tabram habían sido empleadas dos armas puesto que una de las heridas, la cual había penetrado hasta el hueso del pecho, había sido infligida con un arma más larga y gruesa que en las demás heridas, como una daga o una bayoneta, mientras que el resto habían sido efectuadas con un cuchillo más delgado.
No obstante, otros investigadores, como el historiador Philip Sugden en The Complete History of Jack the Ripper, y Sean Day en la obra de Peter Underwood Jack the Ripper: One Hundred Years of Mystery, sí consideran a Tabram como una posible víctima del Destripador. El momento de la muerte, al menos dos horas después de marcharse con su cliente, podría haber permitido a Martha conseguir otro cliente. Macnaghten no se unió al cuerpo policial hasta 1889, por lo que sus notas solo contienen opiniones de algunos de los oficiales al servicio en la época de los crímenes, además de incluir numerosos errores en la información presentada sobre posibles sospechosos. Los asesinos en serie son conocidos por cambiar las armas con las que ejecutan sus crímenes pero, especialmente, por desarrollar su modus operandi con el paso del tiempo, algo que el Destripador hizo puesto que las mutilaciones se fueron incrementando con cada víctima. Mientras que las cinco canónicas fueron localizadas al norte, sur, este y oeste de Whitechapel, la muerte de Martha ocurrió cerca del centro geográfico, por lo que resultaría plausible que este asesinato fuese el primero cometido por el Destripador, quien posteriormente habría escogido variar su modus operandi.
En 1998, el investigador australiano Ted Linn publicó sus hallazgos en The Case of the Redhanded Copycat, donde afirmó que el esposo de Martha era el Destripador, basando esta tesis en claves criptográficas halladas supuestamente en una carta escrita por el asesino así como en otras evidencias.

## Entierro
A diferencia de las demás víctimas, el lugar de entierro de Tebram es desconocido. Es posible que debido a su pobreza fuese enterrada en una fosa común en algún lugar del East End.